# General Lamadrid (departement)
General Lamadrid is een departement in de Argentijnse provincie La Rioja. Het departement (Spaans:  departamento) heeft een oppervlakte van 6.179 km² en telt 1.117 inwoners.

## Plaatsen in departement General Lamadrid
- El Condado
- Rivadavia
- Villa Castelli